# Satyrichthys adeni
Satyrichthys adeni är en fiskart som först beskrevs av Lloyd, 1907.  Satyrichthys adeni ingår i släktet Satyrichthys och familjen Peristediidae. Inga underarter finns listade i Catalogue of Life.